# Thrix
Thrix is een geslacht van vlinders van de familie Lycaenidae.

## Soorten
- T. gama (Distant, 1886)
- T. nisibis (De Nicéville, 1895)